# عبد المجيد آل عباس
عبد المجيد صالح آل عباس هو لاعب كرة قدم سعودي يلعب حاليًا في نادي الشعيب.

## مسيرة اللاعب
مثل اللاعب نادي النصر في المراحل السنية وتم ضمه للفريق الأول في مباراة نادي عفيف في كأس الملك في اواخر عام 2019 و شارك في الشوط الثاني  و وقع أول عقد احترافي مع النادي مطلع عام 2020. و أعير إلى نادي الجبلين في صيف عام 2020 و أعير إلى نادي الجبلين في صيف عام 2021 و بعدها لعب مع نادي الشعيب ونادي الوشم ولعب بعدها مرة أخرى مع نادي الشعيب.

## وصلات خارجية
عبد المجيد عباس